# Šroubový mechanismus
Šroubový mechanismus je technické zařízení umožňující změnu otáčivého pohybu na přímočarý, případně i obráceně. Obsahuje hlavní kinematickou dvojici „šroub s maticí“. Pro snížení tření mezi šroubem a maticí se téměř výhradně používá lichoběžníkový závit. 

## Souhrn vlastností šroubových mechanismů
- Výhody: přesné, jednoduché na výrobu, velké síly
- Nevýhody: velké tření, malá účinnost, malé rychlosti, opotřebení, vznik vůlí

Vůle v matici lze odstranit: 	
- sevřením dělené matice
- použitím dvou matic se vzájemným natočením
- použitím valivých (kuličkových) matic (šroubů)

## Druhy šroubových mechanismů
- Mechanismus s otočnou maticí a posuvným šroubem – šroubový zvedák (hever)

- Mechanismus s otočným šroubem a posuvnou maticí – strojní svěrák, pohybové ústrojí obráběcích strojů

- Mechanismus s otočným šroubem a pevnou maticí – šroubové (vřetenové) lisy

- Mechanismus s posuvnou maticí a otočným šroubem – svidřík, používá se pro pohon mazacích čerpadel poháněných pohybem stolu. Používá tzv. nesamosvorný závit (vícechodý) s velkým stoupáním.

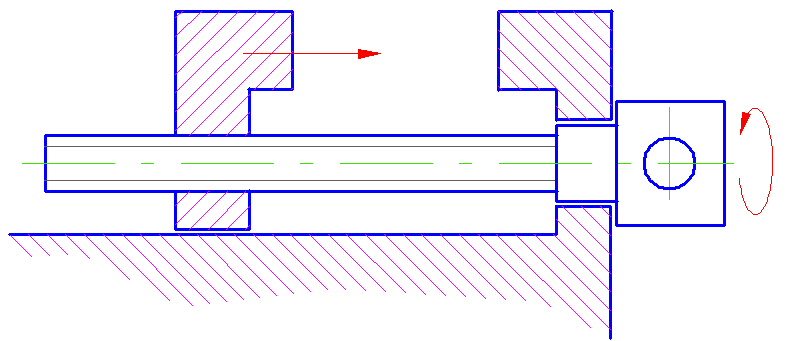
Strojní svěrák
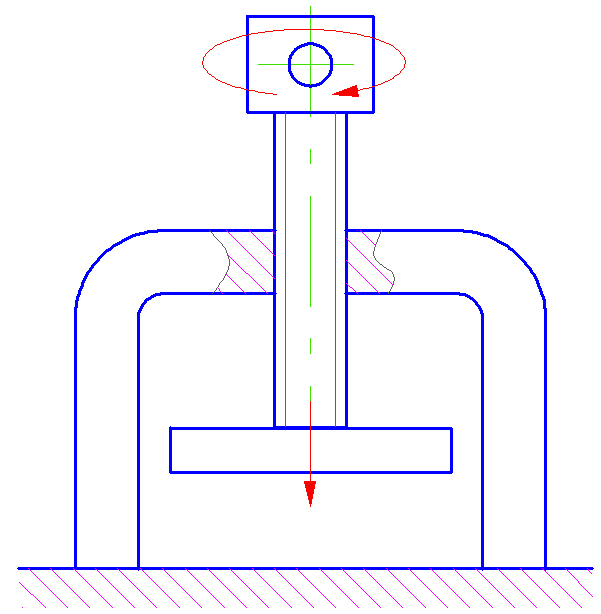
Šroubový lis
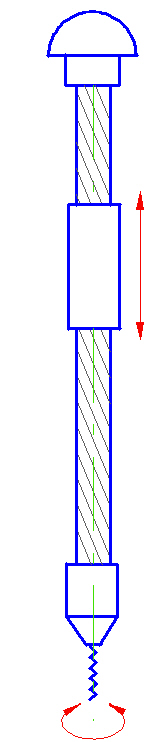
Svidřík